# НБА в сезоні 1950–1951
Сезон НБА 1950–1951 був 5-им сезоном в Національній баскетбольній асоціації. Переможцями сезону стали «Рочестер Роялс», які здолали у фінальній серії «Нью-Йорк Нікс».

## Регламент змагання
Перед початком сезону НБА втратила відразу шість команд-учасниць попереднього сезону, половина з яких перейшли до новоствореної Національної професійної баскетбольної ліги (NPBL), а решта припинили своє існування. Тож замість 17 команд попереднього сезону регулярний сезон 1950–1951 розпочинали одинадцять команд, розподілених між двома дивізіонами. Однак по ходу сезону, провівши 35 ігор, власники команди «Вашингтон Кепітолс» ухвалили рішення про розпуск і цієї команди.
По ходу регулярного сезону кожна з команд-учасниць, що дограли його до кінця, провела від 66 до 69 ігор. До плей-оф, який проходив за олімпійською системою, виходили по чотири кращих команди з кожного дивізіону. На стадії півфіналів дивізіонів проводилися серії ігор до двох перемог, причому лідерам регулярного сезону кожного з дивізіонів протистояли команди, що посіли четверті місця тих же дивізіонів, а другі та треті місця складали другу півфінальну пару кожного з дивізіонів. Команди, які на цьому етапі здолали своїх суперників, виходили до фіналів дивізіонів, в яких проводили між собою серію ігор до трьох перемог.
Чемпіони кожного з дивізіонів, що визначалися на стадії плей-оф, для визначення чемпіона НБА зустрічалися між собою у Фіналі, що складався із серії ігор до чотирьох перемог.

## Регулярний сезон

### Підсумкові таблиці за дивізіонами
| Східний                  | В  | П  | %П   | Відст | Дом   | Гост  | Нейтр | Див   |
| ------------------------ | -- | -- | ---- | ----- | ----- | ----- | ----- | ----- |
| x-«Філадельфія Ворріорс» | 40 | 26 | .606 | –     | 28–4  | 11–21 | 1–1   | 22–14 |
| x-«Бостон Селтікс»       | 39 | 30 | .565 | 1     | 25–5  | 10–23 | 4–2   | 21–19 |
| x-«Нью-Йорк Нікс»        | 36 | 30 | .545 | 4     | 22–5  | 10–25 | 4–0   | 21–15 |
| x-«Сірак'юс Нейшеналс»   | 32 | 34 | .485 | 8     | 23–10 | 9–24  | –     | 19–17 |
| «Балтимор Буллетс»       | 24 | 42 | .364 | 16    | 20–12 | 4–24  | 0–6   | 12–24 |
| «Вашингтон Кепітолс»     | 10 | 25 | .286 | 30    | 7–12  | 3–12  | 0–1   | 6–12  |

| Західний                   | В  | П  | %П   | Відст | Дом   | Гост  | Нейтр | Див   |
| -------------------------- | -- | -- | ---- | ----- | ----- | ----- | ----- | ----- |
| x-«Міннеаполіс Лейкерс»    | 44 | 24 | .647 | –     | 29–3  | 12–21 | 3–0   | 24–12 |
| x-«Рочестер Роялс»         | 41 | 27 | .603 | 3     | 29–5  | 12–22 | –     | 18–15 |
| x-«Форт-Вейн Пістонс»      | 32 | 36 | .471 | 12    | 27–7  | 5–27  | 0–2   | 18–6  |
| x-«Індіанаполіс Олімпіанс» | 31 | 37 | .456 | 13    | 19–12 | 10–24 | 2–1   | 15–20 |
| «Трай-Сітіс Гокс»          | 25 | 43 | .368 | 19    | 22–13 | 2–28  | 1–2   | 12–24 |

Легенда:
- x – Учасники плей-оф

## Плей-оф
Переможці пар плей-оф позначені жирним. Цифри перед назвою команди відповідають її позиції у підсумковій турнірній таблиці регулярного сезону дивізіону. Цифри після назви команди відповідають кількості її перемог у відповідному раунді плей-оф.
|  | Півфінали дивізіонів | Півфінали дивізіонів | Півфінали дивізіонів |          |   | Фінали дивізіонів | Фінали дивізіонів | Фінали дивізіонів |  |  | Фінал НБА | Фінал НБА | Фінал НБА |
|  |                      |                      |                      |          |   |                   |                   |                   |  |  |           |           |           |
|  | 1                    | Міннеаполіс          | 2                    |          |   |                   |                   |                   |  |  |           |           |           |
|  | 4                    | Індіанаполіс         | 1                    |          |   |                   |                   |                   |  |  |           |           |           |
|  | 4                    | Індіанаполіс         | 1                    |          | 1 | Міннеаполіс       | 1                 |                   |  |  |           |           |           |
|  | Західний Дивізіон    |                      |                      |          | 1 | Міннеаполіс       | 1                 |                   |  |  |           |           |           |
|  |                      |                      | 2                    | Рочестер | 3 |                   |                   |                   |  |  |           |           |           |
|  | 3                    | Форт-Вейн            | 2                    | Рочестер | 3 | 1                 |                   |                   |  |  |           |           |           |
|  | 3                    | Форт-Вейн            |                      |          |   | 1                 |                   |                   |  |  |           |           |           |
|  | 2                    | Рочестер             | 2                    |          |   |                   |                   |                   |  |  |           |           |           |
|  |                      |                      |                      |          |   |                   |                   |                   |  |  | W2        | Рочестер  | 4         |
|  |                      |                      | E3                   | Нью-Йорк | 3 |                   |                   |                   |  |  |           |           |           |
|  | 1                    | Філадельфія          | 0                    |          |   |                   |                   |                   |  |  |           |           |           |
|  | 4                    | Сірак'юс             | 2                    |          |   |                   |                   |                   |  |  |           |           |           |
|  | 4                    | Сірак'юс             | 2                    |          | 4 | Сірак'юс          | 2                 |                   |  |  |           |           |           |
|  | Східний Дивізіон     |                      |                      |          | 4 | Сірак'юс          | 2                 |                   |  |  |           |           |           |
|  |                      |                      | 3                    | Нью-Йорк | 3 |                   |                   |                   |  |  |           |           |           |
|  | 3                    | Нью-Йорк             | 3                    | Нью-Йорк | 3 | 2                 |                   |                   |  |  |           |           |           |
|  | 3                    | Нью-Йорк             |                      |          |   | 2                 |                   |                   |  |  |           |           |           |
|  | 2                    | Бостон               | 0                    |          |   |                   |                   |                   |  |  |           |           |           |

## Лідери сезону за статистичними показниками
| Показник                  | Гравець       | Команда                  | Результат |
| ------------------------- | ------------- | ------------------------ | --------- |
| Очки                      | Джордж Майкен | «Міннеаполіс Лейкерс»    | 1,932     |
| Підбирання                | Дольф Шеєс    | «Сірак'юс Нейшеналс»     | 1,080     |
| Передачі                  | Енді Філліп   | «Філадельфія Ворріорс»   | 414       |
| % влучань з гри           | Алекс Гроза   | «Індіанаполіс Олімпіанс» | .470      |
| % влучань штрафних кидків | Джо Фулкс     | «Філадельфія Ворріорс»   | .855      |

## Нагороди НБА

### Щорічні нагороди
| - Перша збірна всіх зірок: - Алекс Гроза, «Індіанаполіс Олімпіанс» - Ральф Берд, «Індіанаполіс Олімпіанс» - Боб Девіс, «Рочестер Роялс» - Джордж Майкен, «Міннеаполіс Лейкерс» - Ед Маколі, «Бостон Селтікс» | - Друга збірна всіх зірок: - Френк Браян, «Трай-Сітіс Блекгокс» - Джо Фулкс, «Філадельфія Ворріорс» - Дік Макгвайр, «Нью-Йорк Нікс» - Верн Міккельсен, «Міннеаполіс Лейкерс» - Дольф Шеєс, «Сірак'юс Нейшеналс» |